# Wizards on Deck with Hannah Montana
Nie ma to jak statek z Czarodziejami i Hanną Montaną (ang. Wizards on Deck with Hannah Montana) to specjalny crossover łączący trzy seriale Disney Channel Original Series – Czarodzieje z Waverly Place, Suite Life: Nie ma to jak statek i Hannah Montana. Składa się z trzech odcinków (po jednym dla każdego z tych seriali), z czego wszystkie zostały premierowo wyemitowane w Disney Channel USA 17 lipca 2009, a 24 grudnia 2009 pojawiły się w polskim Disney Channel (choć część drugą wyemitowano już 6 grudnia). W crossoverze rodzeństwo Russo wygrywa bilety na podróż statkiem S.S. Tipton, gdzie do swojego koncertu na Hawajach przygotowuje się Hannah Montana.
Premiera była oglądana przez około 9,3 miliona widzów, co było wtedy rekordem w telewizji kablowo-satelitarnej, a do dziś jest również drugim najlepiej oglądanym programem telewizji kablowej w 2009 (na pierwszym miejscu jest premiera filmu Czarodzieje z Waverly Place: Film również w Disney Channel). 22 września 2009 crossover został wydany na DVD.

## Fabuła

### Część 1: „Statkiem na Hawaje” (ang. „Cast-Away (To Another Show)”)
Odcinek 46 serialu Czarodzieje z Waverly Place. Nieobecna jest obsada serialu Hannah Montana.
Gdy rodzina Russo jest w domu, Justin przyrządza sobie popcorn i patrzy na uczącą się Alex. Jerry każe córce uczyć się jak najwięcej z powodu ostatnich niezdanych sprawdzianów. Gdy przychodzi poczta, Justin dowiaduje się, że wygrał bilety na rejs młodzieży statkiem S.S. Tipton, którego atrakcją jest koncert Hanny Montany na Hawajach, jednak Jerry i Theresa zabraniają jechać tam Alex, która ma się uczyć. Justin jest podekscytowany tym, że spotka London Tipton.
Tymczasem Zack, Cody i Bailey cieszą się, że na statku organizowany jest zjazd młodzieży, gdy tymczasem pan Moseby jest z tego powodu zły. Gdy Russowie przybywają na statek, są bardzo podekscytowani, z wyjątkiem Theresy, która boi się zatonięcia. Pan Moseby zapewnia ją, że statek ma 87,000 ton nośności, przez co nie uda mu się utonąć. Gdy Russowie dowiadują się o tym, że na statku jest szkoła, postanawiają nie mówić o tym córce, ta jednak wszystkiego się dowiaduje i przekupuje rodziców, by została na pokładzie i się tu uczyła. Potem pan Moseby zaprowadza Justina i Maxa do ich kabiny. Gdy bracia wychodzą, w kajucie zjawia się Alex ze swoimi torbami. Z jednej z nich „wyciąga” Harper i każe jej się uczyć na statku pod nazwiskiem Alex Russo, gdy samemu będzie wypoczywała jako Harper Finkle.
W tym samym czasie Max wyzywa Zacka na pojedynek w piciu pewnego koktajlu, a Justin spotyka London Tipton na wystawie prehistorycznych stworzeń. Udaje przed nią doktora i umawia się z nią na randkę. Tymczasem Alex z Bailey stają w pojedynek z dwoma chłopakami i wygrywają dwa bilety na koncert Hanny Montany na Honolulu, jednak gdy Alex przyznaje się, że oszukiwała, pan Moseby im ich nie daje. Spytana o nazwisko, Alex mówi, że nazywa się Ashley Olsen. Wieczorem Justin udający doktora idzie na randkę z London, która mówi mu, że podziwia facetów, którzy dla miłości nie udają kogoś, kim nie są. Gdy oboje prawie się całują, London dzwoni telefon, że ma właśnie zrobić sobie zdjęcie ze zwycięzcami konkursu – rodziną Russo, przez co dziewczyna musi wyjść, a Justin – szybko uciekać.
Wkrótce Alex zaprzyjaźnia się z Bailey, a Max z Zackiem. Justin próbuje znieść głupotę London, z czego zwierza się siostrze. Gdy Zack i Max ścigają się w wózkach na walizki, Bailey wpada do basenu, a Alex ją ratuje. Wkrótce dziewczyna przypadkowo przekręca swoje nazwisko na Ashlee Simpson, po czym podbiega Harper i nazywa przyjaciółkę swoim imieniem, a Max mówi wszystkim, że jego siostra to Alex. Zaraz potem London dowiaduje się, że Justin nie jest doktorem i się na niego denerwuje.

### Część 2: „Podwójne starcie” (ang. „Double-Crossed”)
Odcinek 21 serialu Suite Life: Nie ma to jak statek. Obecna jest obsada wszystkich trzech seriali.
Na pokładzie statku S.S. Tipton nastolatki szaleją, gdyż ma się tu pojawić Hannah Montana, która ma zagrać na Honolulu koncert. Gdy Cody przyznaje się, że zna Hannę (z crossoveru That’s So Suite Life of Hannah Montana), Bailey obiecuje mu miłość do końca życia w zamian za bilety na jej koncert. W końcu zjawia się Hannah i Lola, które ochroniarz Kirby zaprowadza do kajuty.
Alex siada przy barze i rozmawia z Zackiem, który się w niej zakochuje. Cody ma za złe bratu, że ten wyrządził mu kawał. Justin posądza o to Alex, którą ostrzega przed kolejnymi głupimi żartami. Tymczasem Max chce zaimponować London i pokazuje jej czarodziejskie sztuczki, jednak ta nie chce być jego dziewczyną z powodu nieudanego związku z bratem Maxa. W tym samym czasie fanki chcą dostać się do kajuty Hanny i Loli, lecz Kirby pilnuje wejścia. Cody chce dostać od piosenkarki bilety na jej koncert, lecz ta go nie pamięta i biletów mu nie daje. By się uchronić, dziewczyny postanawiają wyjść się zabawić na statku jako Miley i Lily, jednak nie chcą wydać swojego sekretu i nie wychodzą.
Alex postanawia odegrać się na Justinie i wlewa do basenu, do którego ten wchodzi, niebieską farbę, która go całego farbuje. Gdy widzi to pan Moseby, postanawia ukarać za to Zacka, lecz Justin dobrze wie, że wina należy do Alex. Dziewczyna ucieka do kajuty Zacka, do której gonią ją Justin i Moseby. Gdy przybiegają na miejsce, Zack (nieświadomy winy Alex) tłumaczy się Moseby’emu, że nie wlał do basenu żadnej farby, lecz ten i tak mu nie wierzy. W tym samym czasie Cody prosi, by London zadzwoniła do Hanny z prośbą o bilet, jednak dziewczyna się nie zgadza ze względu na małą sprzeczkę między oboma (w That’s So Suite Life of Hannah Montana). Gdy Cody rozmawia o tym z Woodym, zjawia się Bailey planująca swoje uczesanie na koncercie. Cody chce przed nią ukryć to, że nie ma biletów, gdy na statku pojawia się ogłoszenie o poszukiwaniu skarbów na pokładzie, w którym można wygrać dwa bilety.
Zack rozmawia z Alex w swojej kajucie, przy czym chłopiec domyśla się, że kawał Justinowi wywinął Cody. Max daje London prezent w postaci nasion. Cody z Woodym szukają na pokładzie skarbu, by wygrać bilety na koncert Hanny. Gdy zjawia się Bailey, Cody zaprzestaje poszukiwań by nie wywołać podejrzeń. Alex każe Maxowi utrzymać swoją winę w tajemnicy. W tym samym czasie na pokładzie zjawia się ostatni punkt poszukiwania skarbów – srebrna waza, którą chcą zdobyć Zack i Cody, lecz ostatecznie jeden eliminuje drugiego, przez co wazę zgarnia ktoś inny. Nagle zjawiają się Justin i pan Moseby, którzy kłócą się o to kto jest winowajcą – Alex czy Zack. Justin udowadnia winę siostry, przez co Zack jest na nią zły za ukrywanie się.
Później Cody wraz z Bailey obserwuje ze statku Hawaje, przy czym przyznaje się jej, że nie ma biletu na koncert Hanny. Dziewczyna nie jest na niego zła, a wręcz przeciwnie – jest dla niego miła. Kiedy Moseby przegania fanki Montany na drugi koniec statku, udaje mu się potajemnie sprowadzić Hannę i Lolę. Gdy Woody brudzi koszulę Cody’ego ciastem, Hannah poznaje go, myląc go z Zackiem (który był tak samo brudny w crossoverze That’s So Suite Life of Hannah Montana). Daje mu dwa bilety na swój koncert, za to Bailey wręcza wejściówki za kulisy. Bailey jest dumna z Cody’ego i go całuje, co sprawia, że już są parą. Potem Max na oczach Justina dostaje całusa od London, po czym zaczyna się nabijać ze swojego brata.

### Część 3: „Jak pech, to na Hawajach” (ang. „Super(stitious) Girl”)
Odcinek 74 serialu Hannah Montana. Nieobecna jest obsada serialu Czarodzieje z Waverly Place.
Hannah gubi swój szczęśliwy naszyjnik od mamy, przez co źle jej wypadła próba przed koncertem na Hawajach. Sprzątaczka znajduje go w jakiejś skarpetce i oddaje go do rzeczy znalezionych. Jednak London, gdy go widzi przywłaszcza go sobie, jako że to jest statek jej taty. Hannah prosi ją, żeby oddała jej naszyjnik, ale ta przez przypadek wrzuca go do morza. Na domiar złego wiatr zwiewa jej perukę. Tymczasem w domu Stewartów, Jackson i Oliver próbują otworzyć tajemniczą paczkę do Robby’ego. Do pomocy zgłasza się Rico.

## Obsada
| Czarodzieje z Waverly Place      | Alex Russo                    | Selena Gomez         | Selena Gomez            |                 |
| Czarodzieje z Waverly Place      | Justin Russo                  | David Henrie         | David Henrie            |                 |
| Czarodzieje z Waverly Place      | Max Russo                     | Jake T. Austin       | Jake T. Austin          |                 |
| Czarodzieje z Waverly Place      | Harper Finkle                 | Jennifer Stone       |                         |                 |
| Czarodzieje z Waverly Place      | Theresa Russo                 | Maria Canals Barrera |                         |                 |
| Czarodzieje z Waverly Place      | Jerry Russo                   | David DeLuise        |                         |                 |
| Suite Life: Nie ma to jak statek | Zack Martin                   | Dylan Sprouse        | Dylan Sprouse           | Dylan Sprouse   |
| Suite Life: Nie ma to jak statek | Cody Martin                   | Cole Sprouse         | Cole Sprouse            | Cole Sprouse    |
| Suite Life: Nie ma to jak statek | London Tipton                 | Brenda Song          | Brenda Song             | Brenda Song     |
| Suite Life: Nie ma to jak statek | Bailey Pickett                | Debby Ryan           | Debby Ryan              | Debby Ryan      |
| Suite Life: Nie ma to jak statek | Marion Moseby                 | Phill Lewis          | Phill Lewis             | Phill Lewis     |
| Suite Life: Nie ma to jak statek | Woody Fink                    |                      | Matthew Timmons         |                 |
| Suite Life: Nie ma to jak statek | Kirby Morris                  |                      | Windell D. Middlebrooks |                 |
| Hannah Montana                   | Miley Stewart/Hannah Montana  |                      | Miley Cyrus             | Miley Cyrus     |
| Hannah Montana                   | Lilly Truscott/Lola Luftnagle |                      | Emily Osment            | Emily Osment    |
| Hannah Montana                   | Jackson Stewart               |                      |                         | Jason Earles    |
| Hannah Montana                   | Oliver Oken                   |                      |                         | Mitchel Musso   |
| Hannah Montana                   | Rico Suave                    |                      |                         | Moises Arias    |
| Hannah Montana                   | Robby Ray Stewart             |                      |                         | Billy Ray Cyrus |

## Polski dubbing
Wersja polska: na zlecenie Disney Character Voices International – Sun Studio Polska/SDI Media Polska

Reżyseria:
- Wojciech Paszkowski,
- Marek Robaczewski

Dialogi polskie:
- Ewa Mart,
- Piotr Radziwiłowicz

Tekst piosenki: Michał Wojnarowski

Kierownictwo muzyczne: Juliusz Kamil Kuźnik

Dźwięk i montaż: Ilona Czech-Kłoczewska

Udział wzięli:
- Anna Wodzyńska – Alex Russo
- Rafał Kołsut – Justin Russo
- Piotr Janusz – Max Russo
- Monika Węgiel – Harper Finkle
- Jarosław Boberek – Jerry Russo
- Anna Gajewska – Theresa Russo
- Mateusz Narloch –
  - Zack Martin,
  - Oliver Oken
- Wojciech Rotowski – Cody Martin
- Monika Pikuła – London Tipton
- Agnieszka Mrozińska – Bailey Pickett
- Tomasz Kozłowicz – Marion Moseby
- Julia Hertmanowska – Miley Stewart/Hannah Montana
- Julia Kołakowska – Lilly Truscott/Lola Luftnagle
- Marcin Hycnar – Jackson Stewart
- Wit Apostolakis-Gluziński – Rico Suave
- Krzysztof Banaszyk – Robby Ray Stewart
- Agnieszka Fajlhauer - Jeanette Brocoletti

W pozostałych rolach:
- Adam Pluciński – Woody Fink
- Janusz Wituch – Kirby Morris
- Joanna Borer – pokojówka na statku